# Switch (album)
Switch – jedenasty album studyjny australijskiego zespołu rockowego INXS. Wydany 29 listopada 2005 roku przez wytwórnię Epic Records.

## Lista utworów
1. "Devil's Party"
2. "Pretty Vegas"
3. "Afterglow"
4. "Hot Girls"
5. "Perfect Strangers"
6. "Remember Who's Your Man"
7. "Hungry"
8. "Never Let You Go"
9. "Like It Or Not"
10. "Us"
11. "God's Top Ten"

## Single
- "Pretty Vegas"
- "Afterglow"
- "Devil's Party"
- "Perfect Strangers" (Australia)